# Monté Morris
Monté Robert Morris (Grand Rapids, Míchigan, 27 de junio de 1995) es un baloncestista estadounidense que pertenece a la plantilla de los Phoenix Suns de la NBA. Con 1,88 metros de estatura, juega en la posición de base.

## Trayectoria deportiva

### Primeros años
Jugó durante su etapa de secundaria en el Beecher High School de Flint (Míchigan), donde en su temporada sénior promedió 23,8 puntos, 8,8 asistencias, 6,8 rebotes y 5,1 robos por partido, siendo elegido Mr. Basketball del estado de Míchigan.

### Universidad
Jugó cuatro temporadas con los Cyclones de la Universidad Estatal de Iowa, en las que promedió 12,2 puntos, 3,7 rebotes, 5,5 asistencias y 1,6 robos de balón por partido. En 2015 y 2016 fue incluido en el segundo mejor quinteto de la Big 12 Conference, mientras que en 2017 ya lo fue en el mejor de la conferencia.

#### Estadísticas
| Año     | Equipo     | PJ  | PT  | MPP  | %TC  | %3P  | %TL  | RPP | APP | ROB | TPP | PPP  |
| ------- | ---------- | --- | --- | ---- | ---- | ---- | ---- | --- | --- | --- | --- | ---- |
| 2013–14 | Iowa State | 36  | 17  | 28.1 | .430 | .406 | .847 | 2.6 | 3.7 | 1.3 | .2  | 6.8  |
| 2014–15 | Iowa State | 34  | 34  | 33.9 | .507 | .395 | .753 | 3.4 | 5.2 | 1.9 | .4  | 11.9 |
| 2015–16 | Iowa State | 35  | 35  | 38.0 | .487 | .358 | .729 | 3.9 | 6.9 | 1.8 | .3  | 13.8 |
| 2016–17 | Iowa State | 35  | 35  | 35.3 | .465 | .378 | .802 | 4.8 | 6.2 | 1.5 | .3  | 16.4 |
| Total   | Total      | 140 | 121 | 33.8 | .476 | .381 | .780 | 3.7 | 5.5 | 1.6 | .3  | 12.2 |

### Profesional

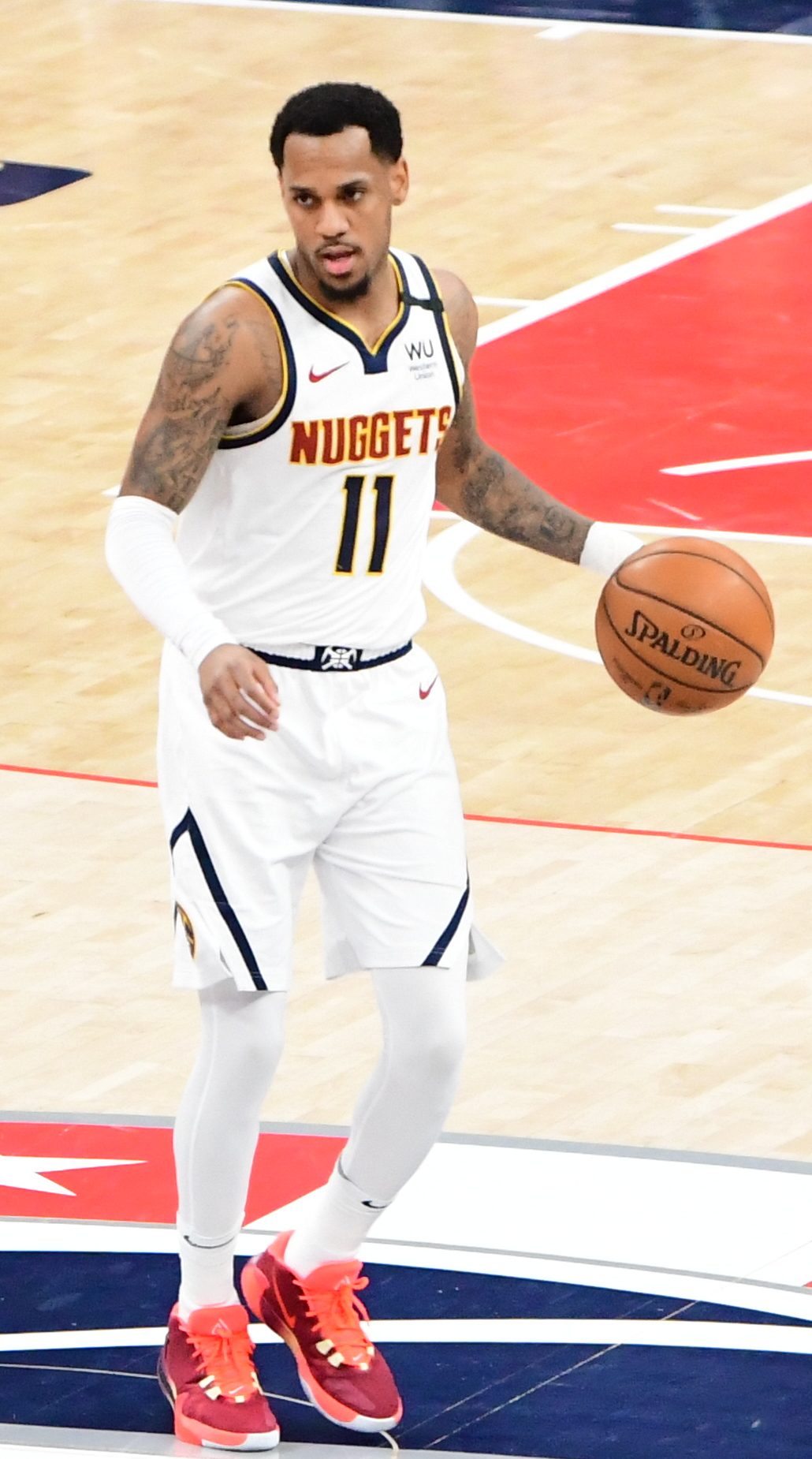
Morris con Denver Nuggets en 2020.

Fue elegido en la quincuagésimo primera posición del Draft de la NBA de 2017 por los Denver Nuggets.
El 7 de diciembre de 2020, llega a un acuerdo de renovación con los Nuggets por 3 años y $27 millones.
En su cuarta temporada con los Nuggets, el 29 de diciembre de 2020 ante Sacramento Kings, registró su mejor marca anotadora con 24 puntos.
Durante su quinta temporada en Denver, el 16 de febrero de 2022 anotó un triple ganador sobre la bocina ante Golden State Warriors.
Tras cinco temporadas en Denver, las últimas como titular indiscutible, el 29 de junio de 2022 es traspasado, junto a Will Barton a Washington Wizards, a cambio de Kentavious Caldwell-Pope y Ish Smith.
El 30 de junio de 2023 es traspasado a los Detroit Pistons a cambio de una segunda ronda y una trade exception de 9,8 millones de dólares. El 7 de febrero de 2024 es traspasado a Minnesota Timberwolves a cambio de Troy Brown Jr. y Shake Milton.
El 2 de julio de 2024, firma por una temporada con Phoenix Suns.

## Estadísticas de su carrera en la NBA

### Temporada regular
| Año     | Equipo     | PJ  | PT  | MPP  | %TC  | %3P  | %TL   | RPP | APP | ROB | TPP | PPP  |
| ------- | ---------- | --- | --- | ---- | ---- | ---- | ----- | --- | --- | --- | --- | ---- |
| 2017-18 | Denver     | 3   | 0   | 8.3  | .667 | .000 | 1.000 | .7  | 2.3 | 1.0 | .0  | 3.3  |
| 2018-19 | Denver     | 82  | 6   | 24.0 | .493 | .414 | .802  | 2.4 | 3.6 | .9  | .0  | 10.4 |
| 2019-20 | Denver     | 73  | 12  | 22.4 | .459 | .378 | .843  | 1.9 | 3.5 | .8  | .2  | 9.0  |
| 2020-21 | Denver     | 47  | 13  | 25.4 | .481 | .381 | .795  | 2.0 | 3.2 | .7  | .3  | 10.2 |
| 2021-22 | Denver     | 75  | 74  | 29.9 | .484 | .396 | .869  | 3.0 | 4.4 | .7  | .2  | 12.6 |
| 2022-23 | Washington | 62  | 61  | 27.3 | .480 | .382 | .831  | 3.4 | 5.3 | .7  | .2  | 10.3 |
| 2023-24 | Detroit    | 6   | 0   | 11.4 | .364 | .182 | .500  | 2.0 | 1.3 | .2  | .2  | 4.5  |
| 2023-24 | Minnesota  | 27  | 0   | 15.1 | .417 | .424 | .706  | 1.7 | 2.3 | .7  | .3  | 5.1  |
| 2024-25 | Phoenix    | 45  | 0   | 12.7 | .426 | .360 | .857  | 1.5 | 1.6 | .4  | .1  | 5.2  |
| Total   | Total      | 420 | 166 | 23.4 | .474 | .389 | .827  | 2.4 | 3.6 | .7  | .2  | 9.5  |

### Playoffs
| Año   | Equipo    | PJ | PT | MPP  | %TC  | %3P  | %TL   | RPP | APP | ROB | TPP | PPP  |
| ----- | --------- | -- | -- | ---- | ---- | ---- | ----- | --- | --- | --- | --- | ---- |
| 2019  | Denver    | 14 | 0  | 16.0 | .384 | .000 | .692  | 1.4 | 2.6 | .4  | .1  | 5.4  |
| 2020  | Denver    | 19 | 4  | 21.4 | .496 | .300 | .824  | 1.5 | 2.7 | .6  | .1  | 9.1  |
| 2021  | Denver    | 10 | 1  | 28.7 | .431 | .400 | .724  | 2.4 | 5.5 | 1.0 | .2  | 13.7 |
| 2024  | Minnesota | 9  | 0  | 7.4  | .300 | .071 | 1.000 | .7  | 1.0 | .2  | .1  | 2.3  |
| Total | Total     | 57 | 10 | 20.0 | .440 | .301 | .767  | 1.6 | 3.1 | .6  | .1  | 8.3  |